# 外構
外構（がいこう）とは、居住、生活する建物の外にある構造物全体を指す言葉である。それには門、車庫、カーポート、土間、アプローチ、塀、柵、垣根、などの構造物、それに庭木、物置、また後述する関連品も含まれる。

## 概要

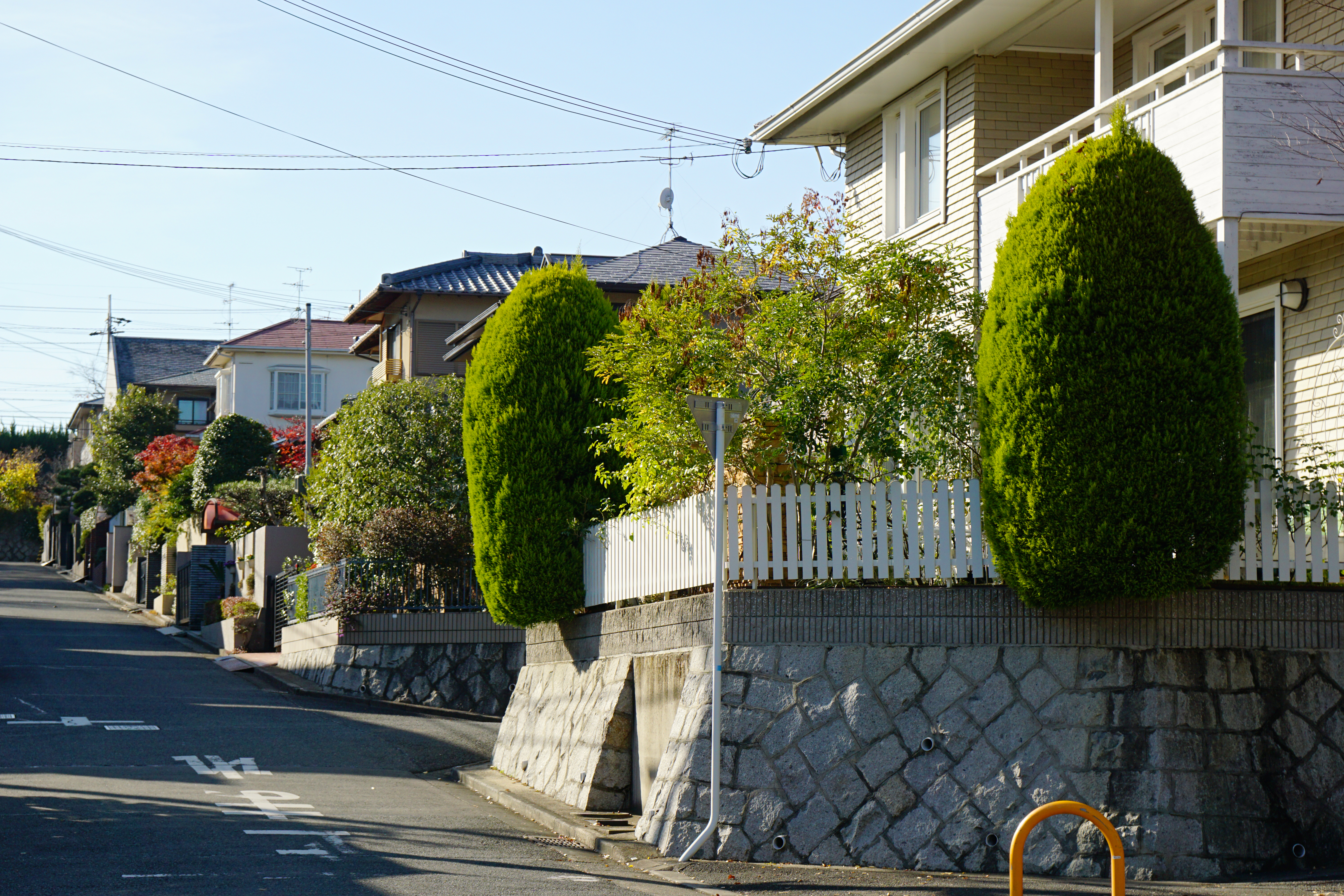
擁壁と塀・庭木による外構

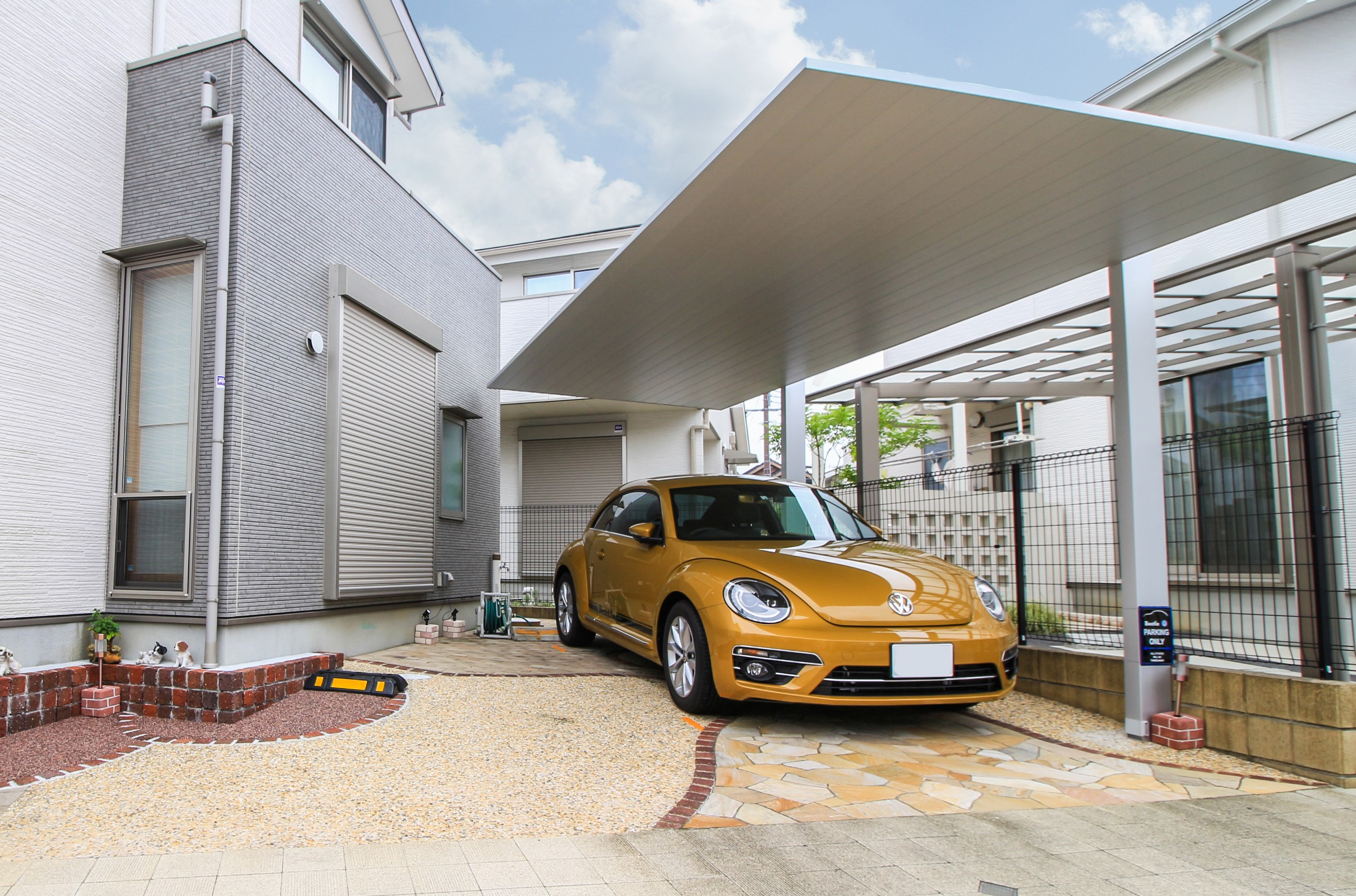
クルマ社会となり従来は庭などを設けていた個所にカーポートを設ける例が多くなった。

外構をエクステリア（Exterior）と呼ぶ場合もあるが、エクステリアの場合は建築物を取り巻く構造物という意味より、建物を取り巻く空間、あるいは環境と位置づけされ、そこにはインテリアのように装飾性、機能性、娯楽性が大きく含まれる。一般にインテリア（内装）の対義語として用いられることがあるが、特性に鑑みるならば根は同じで、それが内部か外部かという違いだけである。もっとも、インテリアは装飾性に特化されているものが多い（インテリアカーテンや装飾家具など）なか、装飾性ももちろんであるが、機能性、また娯楽性に重きを置いている傾向がある。
業界の関連団体としては、公益社団法人日本エクステリア建設業協会、
外構に関する資格は、1・2級エクステリアプランナー、ブロック塀診断士、1級ブロック建築技能士 職業訓練指導員（ブロック建築科）免許　などがある。
就職先の主な仕事は、ブロック建築施工、タイル施工、左官施工 などがある。

## 外構の種類
大まかに分けると以下の2つに分けられる。

### クローズド外構
外部からの視線を遮断し、住まいの風格を表す堅牢な門扉や塀を設けるなど、主に外部と敷地内部を分け隔てる目的で造作される。一時代前の日本の建築に多く見られる。閉鎖的な短所がある。

### オープン外構
欧米に多く見られるような、門扉や塀の代わりに樹木や草花を植栽し、開放的に見せ、道行く人をも楽しませ、同時に町並み全体への配慮も考慮したもの。住宅の洋風化に伴い、近年多く見られる。
上記2つの要素を取り入れた折衷型のスタイルとして、セミクローズド外構があり、現在の日本では主流になっている。

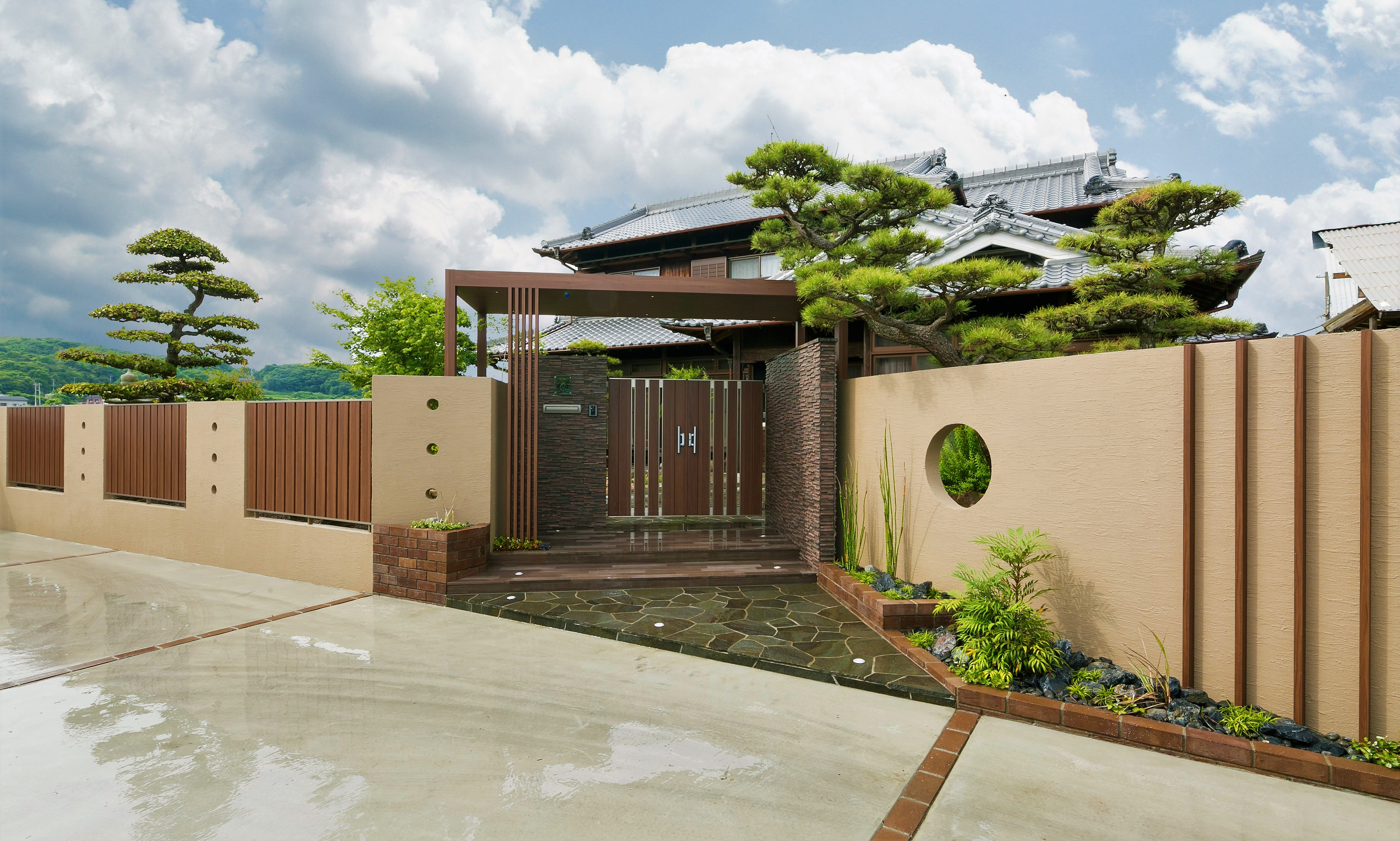
クローズド外構。風格ある門扉や塀を設け、伝統的な日本建築に多く採用される。
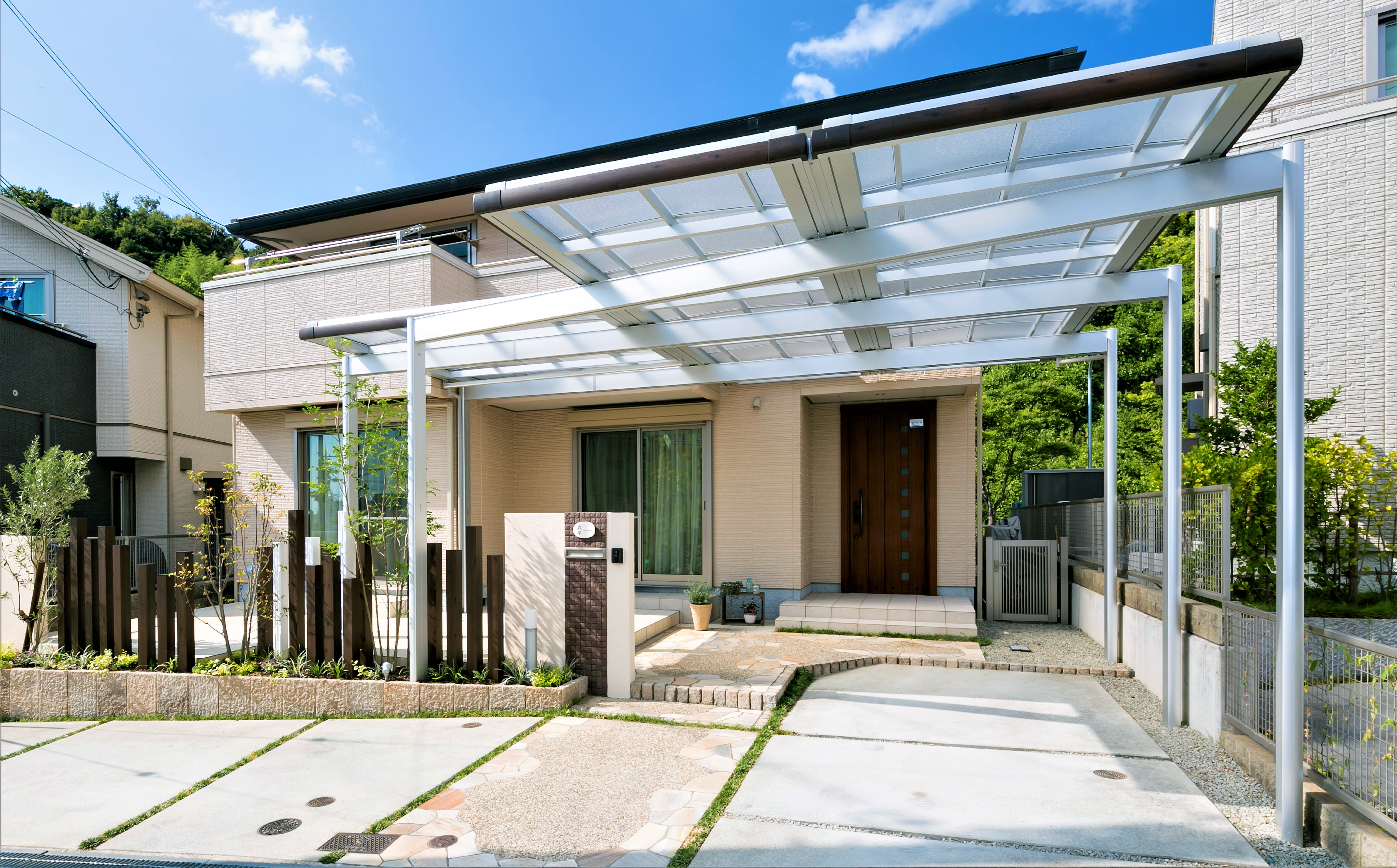
セミクローズド外構を持つ住宅。
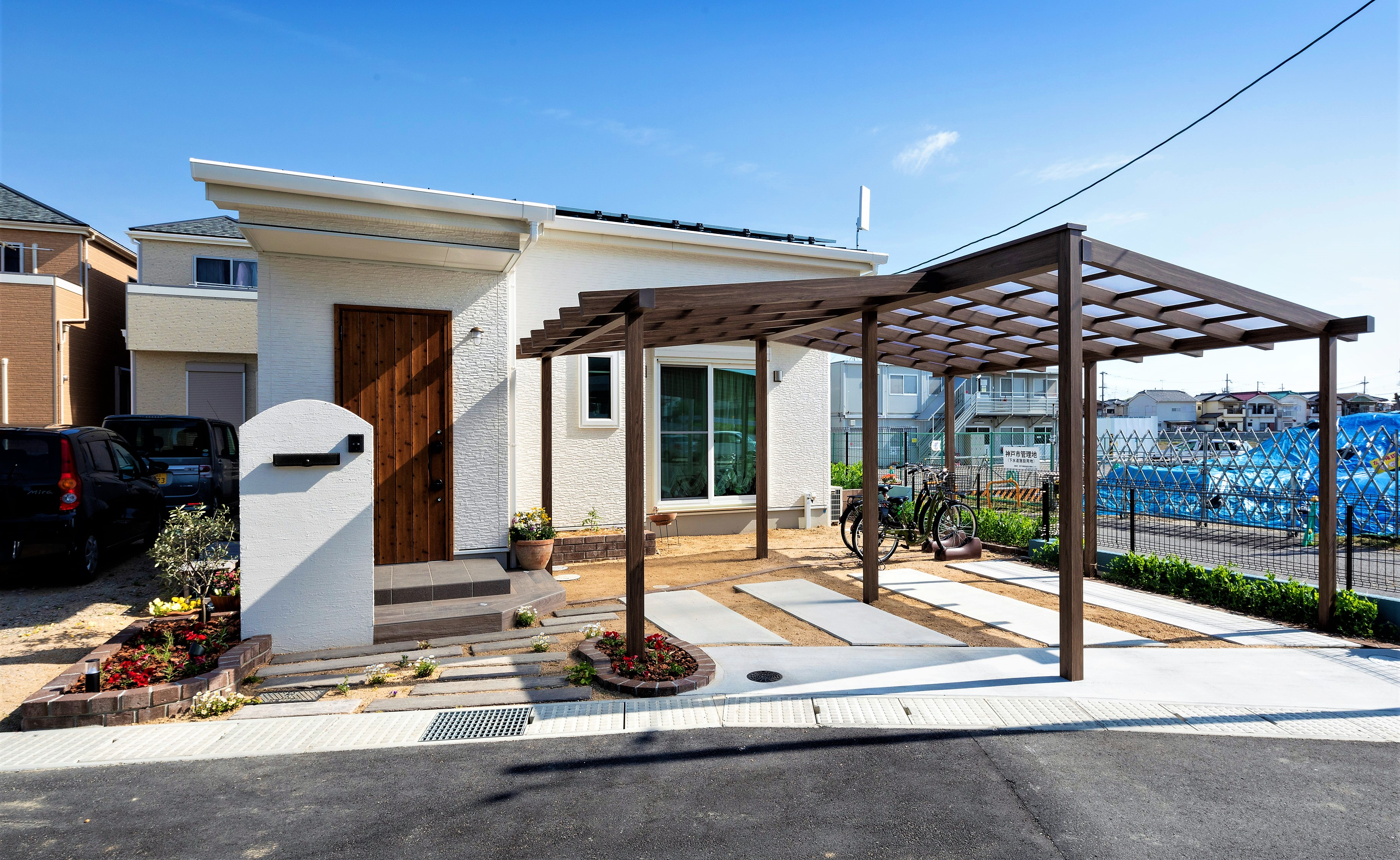
オープン外構を持つ住宅。

## 特性
装飾性
インテリアと同じく重要視される要素であり、外壁や塀、生け垣のように個人、建造物をドレスアップし、外部に視覚的に訴えるものと、造園、植栽、鉢植えなど内部的に視覚に楽しみを与えるものがある。とりわけ、前者は都市景観を形成する一要因にも成りうる。これは、インテリアにはない特徴であり、美しい町並みはこの要素が端整であることの証明であり、地域の特徴を印象づける要素になり得るものである。
機能性
機能性はインテリア以上に高いウェートを占める。もっとも、機能性だけの代物（たとえば無粋に塗られたモルタル壁や殺風景なブロック塀など）も双方が重要視されるといってよい。自家用車を格納するガレージ、カーポートや自宅を守る門扉、外を照らす外灯などが挙げられる。
娯楽性
この空間は機能性、装飾性より利用者の娯楽性が大きい。近年はこの娯楽性に訴えかけた関連品が多く、近年人気の高いテラス、ウッドデッキなどが娯楽性を高めた典型例といえる。
耐久性の問題
室外で施される装飾、構造物のため、シックハウス症候群やアレルギーなど、健康面を取り沙汰されることは少ない反面、日夜激しい気温、気象の変化に曝されるため、耐用性が問題になっている。特に直射日光、昼夜の寒暖差、高湿、降雨、紫外線などは構造物の材質や装飾を変化させてしまう原因であり、こまめにメンテナンスをしないと簡単に劣化、変色、剥離してしまう。これらは見た目だけの不快感だけでなく、万が一の事故につながったりするケースもある。また、手入れのない放置状態は都市景観を損ねるために、住民同士のコミュニティを悪化させる可能性もある。
建築基準法上の問題
カーポートのように基礎が土地に固定され、屋根があるものについては、10平米以上であれば確認申請が必要な建築物となる。また、狭小地等では建ぺい率を超えて違法建築となる場合がある。

## 外壁の例
- おおず赤煉瓦館 現在も風格ある外構が残り、観光施設となっている
- 旧山内家下屋敷長屋 ホテル三翠園の外構の一部として保存されている
- トアホテル ホテルが営業していた当時の外構の大部分は現存、神戸外国倶楽部が引き継いでいる

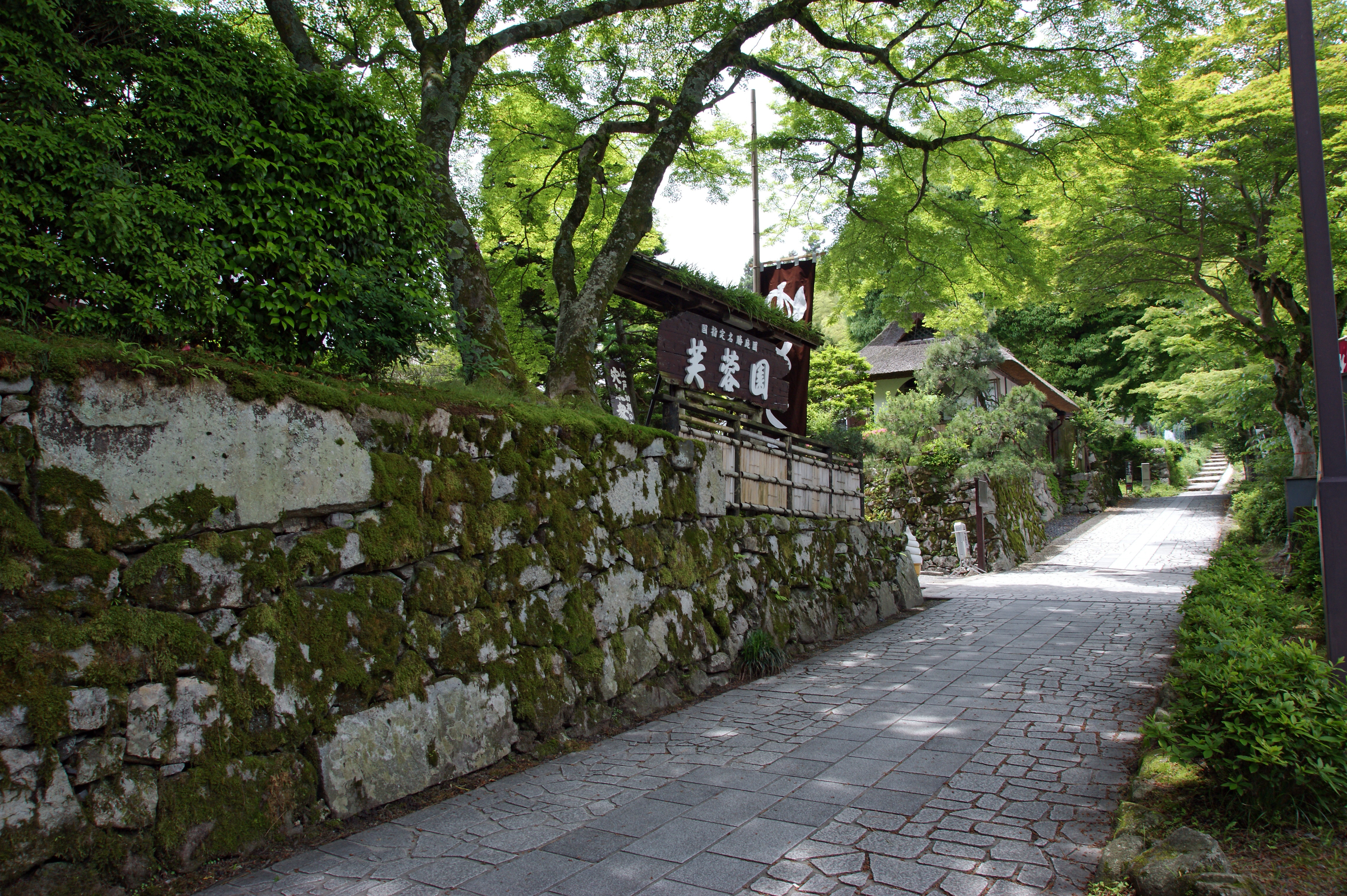
旧白毫院庭園外構。江戸時代以前の景観をとどめ、穴太衆積みの洞窟、外構の石垣が現存する
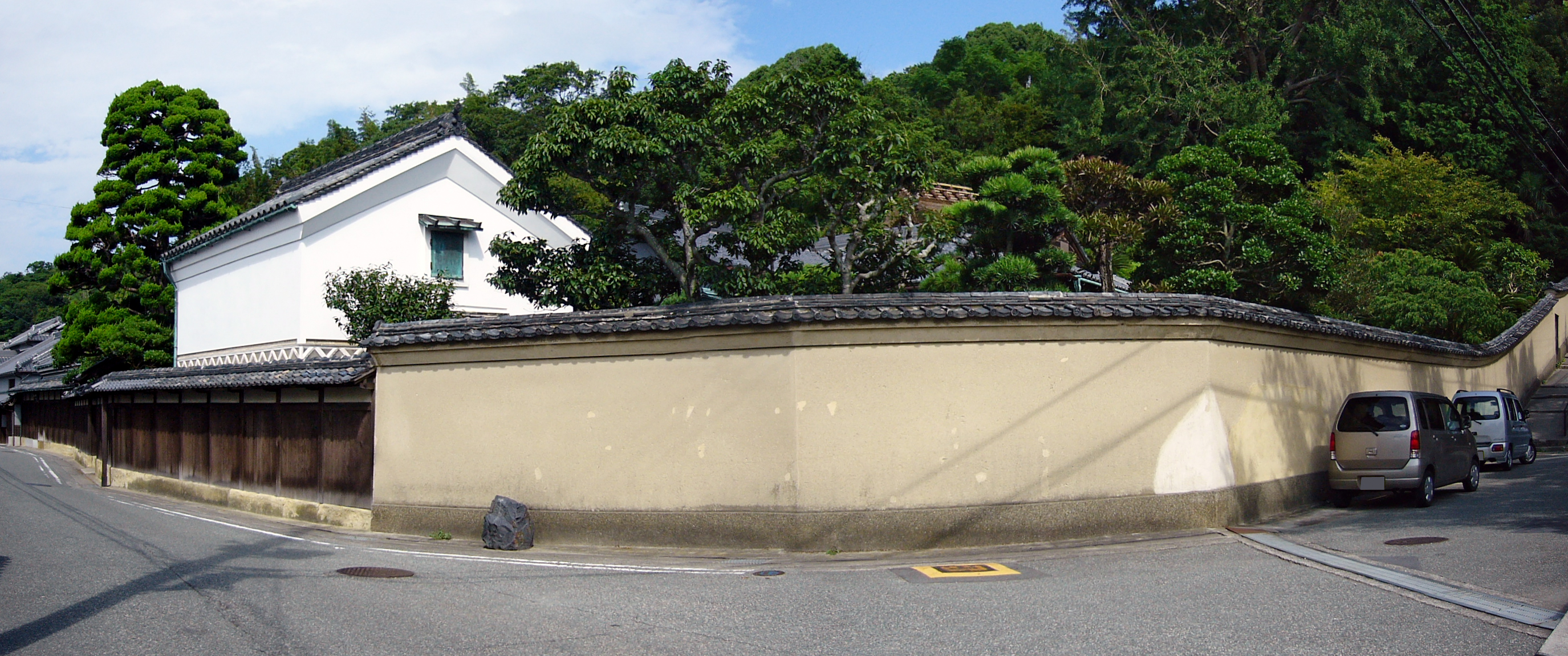
田淵氏庭園外構